# 3768 Monroe
3768 Monroe è un asteroide della fascia principale. Scoperto nel 1937, presenta un'orbita caratterizzata da un semiasse maggiore pari a 3,0978945 UA e da un'eccentricità di 0,2121671, inclinata di 13,99357° rispetto all'eclittica.
L'asteroide è dedicato all'attrice Marilyn Monroe.